# Canopus
Canopus (α Car, α Carinae, Alfa Carinae) je tradiční jméno nejjasnější hvězdy v souhvězdí Lodního kýlu a druhé nejjasnější hvězdy na noční obloze.

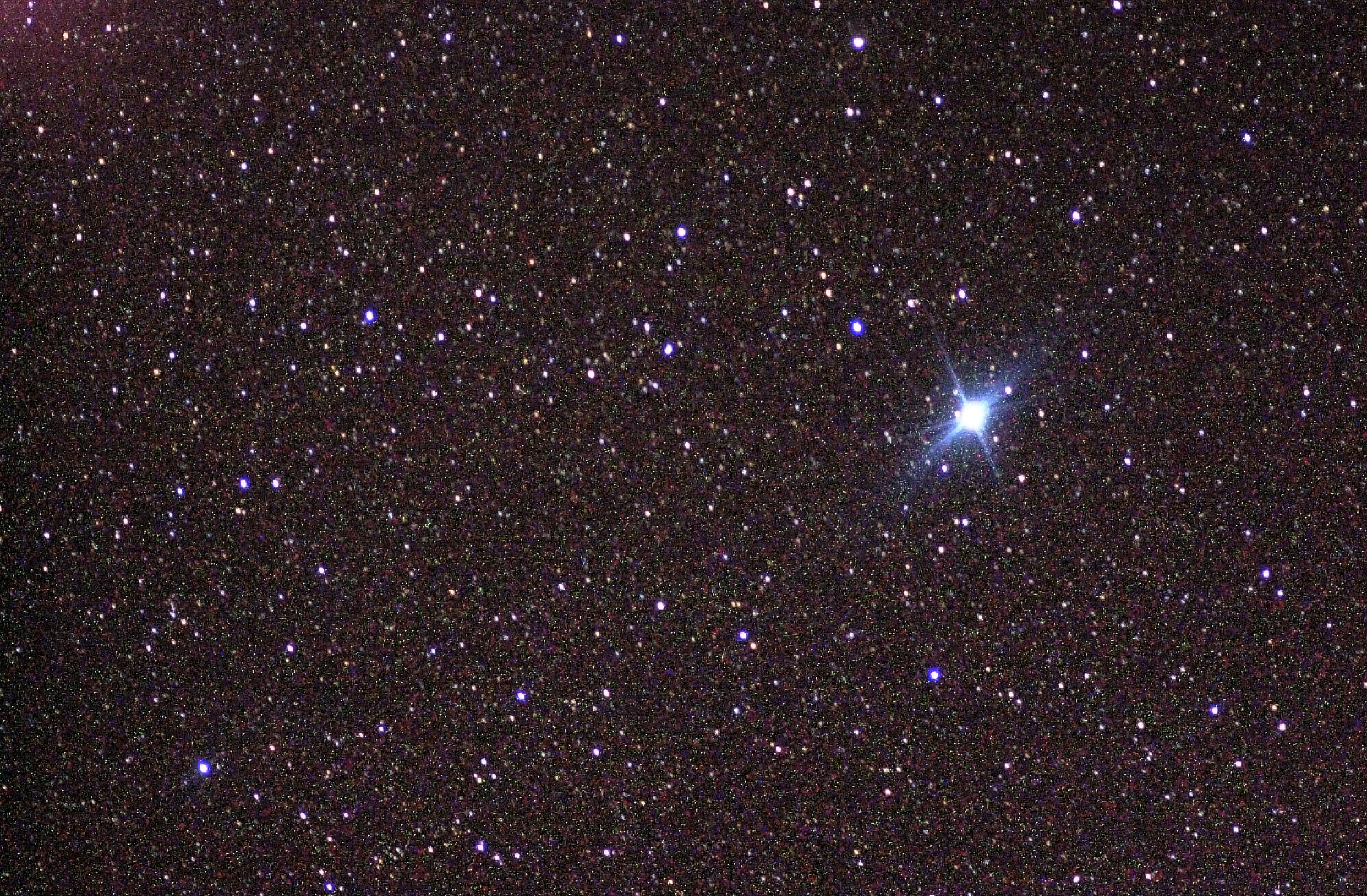
Canopus na záběru z vesmírné stanice ISS.

Hvězda byla pojmenována po veliteli řeckého loďstva krále Meneláa. Kolem roku 1200 př. n. l. se vraceli Sparťané s unesenou Helenou od Tróje a jejich velitel Canopus v nilské deltě založil město, jež po něm bylo pojmenováno (v současnosti je pod hladinou moře blízko Alexandrie). Nad jižním obzorem tehdy svítila jasná hvězda, kterou Sparťané pojmenovali stejně.
Jedná se o jasného hvězdného veleobra spektrální třídy A9 II, takže při pohledu pouhým okem je v podstatě bílý. Jeho hmotnost je asi 9krát větší než sluneční a poloměr se zvětšil na 73 poloměrů Slunce. Svítivost je více než 10 000krát větší než svítivost Slunce, zvětšená fotosféra má efektivní teplotu přibližně 7 400 K. Canopus prochází hořením helia v jádře a v současné době se nachází ve fázi, kdy již prošel větví červených obrů poté, co vyčerpal vodík ve svém jádře. Canopus je také zdrojem rentgenového záření.
Díky své jasnosti a poloze blízko jižního nebeského pólu je Canopus užitečný pro vesmírnou navigaci. Mnoho kosmických sond (např. sonda Mariner 4) nese speciální kameru, známou jako „Canopus Star Tracker“, plus sluneční senzor pro určování polohy.

## Ve fikci
Ve sci-fi románu Duna od Franka Herberta obíhá fiktivní planeta Arrakis kolem hvězdy Canopus